# Ratpenat de cua de beina de Raffray
El ratpenat de cua de beina de Raffray (Emballonura raffrayana) és una espècie de ratpenat de la família dels embal·lonúrids, que viu a Indonèsia, Papua Nova Guinea i les illes Salomó.